# Schkölen
Schkölen è una città di 2 607 abitanti della Turingia, in Germania.
Appartiene al circondario della Saale-Holzland (targa SHK) ed è indipendente delle comunità amministrative (Verwaltungsgemeinschaft).